# ウェイ・ダウン・イン・ザ・ラスト・バケット
『ウェイ・ダウン・イン・ザ・ラスト・バケット』（Way Down in the Rust Bucket）は、カナダ系アメリカ人のロック・ミュージシャン、ニール・ヤングと彼のバンド、クレイジー・ホースのライヴ・アルバムとコンサート映像作品で、2021年2月26日にリリースされた。ニール・ヤング・アーカイヴのパフォーマンス・シリーズの第11.5巻にあたる。

## 収録とリリース
このアルバムは1990年11月13日、カリフォルニア州サンタクルーズのザ・カタリストでレコーディングされた。ライヴは3セットとアンコールで構成され、当時リリースされた『傷だらけの栄光』のほとんどと、古いファン人気曲やディープ・カットが演奏された。ギタリストのフランク・"ポンチョ"・サンペドロは、2021年3月の『ローリング・ストーン』誌のインタビューで、この日のライヴを懐かしそうに語っている。
「この『Way Down in the Rust Bucket』はクレイジー・ホース史上最高のレコードだと思う。大好きだよ！このレコードが大好きだ。ニールのプレイは信じられないほど素晴らしい。彼はまさに電化されているんだ。「Country Home」は、俺が今まで聴いたことのないようなカントリー・チューンに聴こえる。彼はそれをあらゆるレベルに引き上げている。客は 「Cortez (the Killer)」に釘付けだ。「Danger Bird」や「Over and Over」も完璧だ。彼はとてもいい演奏をするし、バンドもいい演奏をする。ステージでは 「T-Bone」を演奏した。この曲はペギ（ペギ・ヤング、ニール・ヤングの元妻）の友達の誕生日パーティーで演奏したんだ。他の場所ではあまり演奏しなかった。ただ楽しかったんだ。「Homegrown」を演奏して、最後にはステージにマリファナを投げ入れていた。楽しかった。すべてが新しい時代の始まりだった。俺たちは生き生きとしていた。ただ、ウォーミングアップだとは思わない。そんな風には感じない。「Cortez」を演奏したが、とても美しいサウンドだった。ニールが他のヤツと一緒に演奏しているのを聴いても、同じようには聴こえないんだ。
一時的な停電のせいで、「Cowgirl in the Sand」のマルチトラックレコーディングが破損したため、この曲はCDとLPの収録順から外されることになった（これにより、リリース形態もCD2枚／LP4枚に限定された）。
「Cowgirl in the Sand」はDVD版にのみ収録され、ドロップアウト部分は低忠実度のオーディエンス席の録音をミックスして補強されている。
ヤングは2020年1月1日に自身のサイトでリリースを発表し、後にクレイジー・ホースも参加した2003年のロック・オペラ『リターン・トゥ・グリーンデイル』と改題された『グリーンデール・ライヴ』とともに同年リリースするつもりだった。このアルバムは当初2020年10月16日に発売される予定だったが、2021年1月15日に延期され、その後2月26日に発売された。ヤングは以前、自身のアーカイヴ・ウェブサイトのMovietoneセクションの一部として、このライヴの全コンサート映像を公開している。

## 評価
| 専門評論家によるレビュー | 専門評論家によるレビュー |
| 総スコア                 | 総スコア                 |
| 出典                     | 評価                     |
| ------------------------ | ------------------------ |
| Metacritic               | 85/100                   |
| レビュー・スコア         |                          |
| 出典                     | 評価                     |
| AllMusic                 | [ 1 ]                    |
| And It Don't Stop        | A−                       |
| Clash                    | 9/10                     |
| Rolling Stone            | [ 11 ]                   |
| Tom Hull – on the Web    | B+ ()                    |

『ウェイ・ダウン・イン・ザ・ラススト・バケット』は、批評家から高い評価を得た。Metacritic（主要出版物のレビューに100点満点で加重平均評価を与える）では、このリリースは7つのレビューに基づいて平均85点を獲得した。

## 収録曲
全作詞作曲: ニール・ヤング

### ディスク 1
| #   | タイトル                          | 作詞                                | 作曲・編曲                          | 時間  |
| --- | --------------------------------- | ----------------------------------- | ----------------------------------- | ----- |
| 1.  | 「Country Home」                  |                                     |                                     | 9:13  |
| 2.  | 「Surfer Joe and Moe the Sleaze」 | Neil Young, Frank "Poncho" Sampedro | Neil Young, Frank "Poncho" Sampedro | 5:40  |
| 3.  | 「Love to Burn」                  |                                     |                                     | 13:54 |
| 4.  | 「Days That Used to Be」          |                                     |                                     | 4:56  |
| 5.  | 「Bite the Bullet」               |                                     |                                     | 3:58  |
| 6.  | 「Cinnamon Girl」                 |                                     |                                     | 4:04  |
| 7.  | 「Farmer John」                   | Don Harris , Dewey Terry            | Don Harris , Dewey Terry            | 6:01  |
| 8.  | 「Over and Over」                 |                                     |                                     | 10:20 |
| 9.  | 「Danger Bird」                   |                                     |                                     | 10:26 |
| 10. | 「Don’t Cry No Tears」            |                                     |                                     | 4:22  |
| 11. | 「Sedan Delivery」                |                                     |                                     | 5:44  |

### ディスク 2
| #  | タイトル                               | 作詞                                | 作曲・編曲                          | 時間  |
| -- | -------------------------------------- | ----------------------------------- | ----------------------------------- | ----- |
| 1. | 「Roll Another Number (For the Road)」 |                                     |                                     | 4:45  |
| 2. | 「Fuckin’ Up」                         | Neil Young, Frank "Poncho" Sampedro | Neil Young, Frank "Poncho" Sampedro | 5:12  |
| 3. | 「T-Bone」                             |                                     |                                     | 6:44  |
| 4. | 「Homegrown」                          |                                     |                                     | 4:46  |
| 5. | 「Mansion on the Hill」                |                                     |                                     | 5:58  |
| 6. | 「Like a Hurricane」                   |                                     |                                     | 12:56 |
| 7. | 「Love and Only Love」                 |                                     |                                     | 13:16 |
| 8. | 「Cortez the Killer」                  |                                     |                                     | 11:24 |

### DVD版
- "Country Home"
- "Surfer Joe and Moe the Sleaze"
- "Love to Burn"
- "Days That Used to Be"
- "Bite the Bullet"
- "Cinnamon Girl"
- "Farmer John"
- "Cowgirl in the Sand"
- "Over and Over"
- "Danger Bird"
- "Don't Cry No Tears"
- "Sedan Delivery"
- "Roll Another Number (For the Road)"
- "Fuckin' Up"
- "T-Bone"
- "Homegrown"
- "Mansion on the Hill"
- "Like a Hurricane"
- "Love and Only Love"
- "Cortez the Killer"

## 参加ミュージシャン
ニール・ヤング&クレイジー・ホース
- ニール・ヤング - ヴォーカル、ギター
- ラルフ・モリーナ - ドラム、ヴォーカル
- フランク・サンペドロ - ギター、ストリングマン、ヴォーカル
- ビリー・タルボット - ベース、ヴォーカル

技術スタッフと制作スタッフ
- ニール・ヤング、デヴィッド・ブリッグス - プロデュース
- ジョン・ハンロン - 録音、ミキシング
- ジェニス・ヒオ - アートディレクション、デザイン
- フランク・ジロンダ - ディレクション